# سايي (زلاغي الغربي)
سایي (بالفارسية: سوی) هي قرية تقع في إيران في قسم زلاغي الغربي الریفي. يقدر عدد سكانها بـ 23 نسمة بحسب إحصاء 2016.